# Mamrîn, Korostîșiv
Mamrîn (în ucraineană Мамрин) este un sat în comuna Harîtonivka din raionul Korostîșiv, regiunea Jîtomîr, Ucraina.

## Demografie
Componența lingvistică a localității Mamrîn
     Ucraineană (98,27%)
     Rusă (1,45%)
     Alte limbi (0,29%)
Conform recensământului din 2001, majoritatea populației localității Mamrîn era vorbitoare de ucraineană (98,27%), existând în minoritate și vorbitori de rusă (1,45%).